# 本杰明·西斯科
本杰明·西斯科（Benjamin Sisko）是科幻剧集《星际迷航：深空九号》中的一名主要角色，由艾弗里·布鲁克斯（Avery Brooks）饰演。

## 早年

### 出身
本杰明·西斯科（Benjamin Sisko）于2332年出生于新奥尔良，父亲约瑟夫·西斯科（Joseph Sisko）是新奥尔良当地有名的厨师并开了一家餐厅，本杰明的生母是莎拉·西斯科（Sarah Sisko）。西斯科早在出生前就被“先知”（即生活在贝久虫洞中的线性生物）定为使者，因此先知控制莎拉和约瑟夫结婚以确保本杰明顺利出生。在本杰明一周岁的生日时，先知将身体返还予莎拉，不久莎拉便离开西斯科父子，数年后死于一场事故。而约瑟夫再婚并和和第二任妻子育有两子一女。约瑟夫一直向本杰明隐瞒了他的生母的事实，以至于本杰明很长一段时间都认为他的继母就是自己的生母。

### 星舰学院
西斯科2350年进入星舰学院，主修专业是工程学。在学院期间，他结识了好友卡尔文·霍奇森，以及后来与他亦师亦友的古森·戴克斯。西斯科在学院期间喜好摔跤，一次他在酒后因为不满一名瓦肯人学员索洛克（Solok）的言论，对后者发起挑战结果大败而回，两人从此结怨。
2354年，西斯科从星舰学院毕业，并且和一个叫珍妮弗的女人相恋。两人随后结婚，一年以后，他们的儿子杰克·西斯科（Jake Ssiko）诞生。

## 星际舰队生涯

### 早期
西斯科毕业后在位于月球殖民地的新柏林（New Berlin）工作，后又被委派到联邦星舰利文斯顿号（USS Livingston）工作，并于古森·戴克斯（Curzon Dax）一起工作了数月，两人后来成为了至交。
后来西斯科又被委派到联邦星舰冲绳号（USS Okinawa），并且参与了星际联邦和茨恩肯西的战争（Tzenkethi War）。当时的西斯科更乐于从事工程学和舰船设计，不过冲绳号舰长莱顿（Leyton）注意到了他的潜力，并将他提升为少校，成为星舰上的高级军官。

### 沃尔夫359战役
西斯科后来在联邦星舰萨拉托加号（USS Saratoga）上担任大副，珍妮弗和杰克也和他一起住在舰上。2366年，一个博格方块突入星际联邦腹地。萨拉托加号和另外39艘星舰在沃尔夫359和博格人交战，结果星际舰队惨败，包括萨拉托加号在内的39艘星舰被击毁。西斯科和杰克成为了少数幸存者，但珍妮弗在战斗中身亡。

### 调任
沃尔夫359战役后，西斯科被委派至火星的乌托邦造船厂参与设计新型的勇抗号星舰，但该项目后来被取消。此时失去妻子的西斯科和杰克一起承受着巨大的痛苦，他开始考虑离开星际舰队以专心抚养杰克。
此时，西斯科的老上级莱顿提议让他前往刚刚从卡达西统治下独立的贝久担任深空九号太空站站长，西斯科也被提升为中校。西斯科在这里的主要任务是协助贝久临时政府进行战后重建，帮助贝久完成加入星际联邦的准备工作。2369年，西斯科抵达深空九号，并与让-吕克·皮卡尔见面。西斯科本就不愿来深空九号工作，加之他还因为妻子之死对皮卡尔心存怨恨，因此这次会面并不愉快。西斯科当场向皮卡尔提交了辞呈，但表示在得到回复之前会尽一切努力做好工作。
西斯科在到任后立即拜访贝久人的宗教领袖（Kai）奥帕卡·苏兰（Opaka Sulan），后者一见面就称呼西斯科为“先知使者”（Emissary），并且给了他一个圣球（也称先知的眼泪），西斯科在幻象中看到了自己亡故的妻子。随后婕琪娅·戴克斯（Jadzia Dax）发现附近的星空有异动，西斯科和戴克斯前往查看，发现这里已经产生了一个稳定的虫洞，虫洞另一端直通第三象限。西斯科也接触到了虫洞中生活的线性生物，即贝久人信仰的先知（Prophets），而贝久人认为虫洞就是先知居住的天庭（Celestial Temple）。西斯科在和先知进行了交流后返回深空九号，他对皮卡尔的态度也大为改观，并告知后者自己愿意常驻此地。而此时他的事迹也为贝久人所熟知，从此他开始以指挥官和宗教人士的双重身份开始了自己在深空九号的生涯。深空九号也被移到了虫洞口，成为了第一象限的战略要地。

## 深空九号

### 贝久事务
西斯科在就职后，努力将深空九号打造成一个繁荣的贸易枢纽，但他指挥官和使者的双重身份经常让他困惑。2369年下半年，深空九号上的星联人员和贝久人员的关系逐渐紧张。原因是双方对贝久虫洞有不同的解释，星际联邦人员以科学的方式解释虫洞，这冒犯了贝久人的信仰。
数月后，贝久出现了一个名叫“圆圈”（circle）的排外武装组织，该组织致力于让贝久实现真正独立而非加入星际联邦，圆圈组织在主教文·阿达米（Winn Adami）的支持下准备推翻贝久临时政府。整个贝久陷入一片混乱，星联决定放弃深空九号，但西斯科和星联人员违抗命令留守在此。西斯科最终证明了圆圈组织暗中受到卡达西政府的资助，政变瓦解。

### 马奇游击队
除了处理贝久和星联的关系外，马奇游击队（Maquis）也是西斯科面临的棘手问题。2370年，星际联邦和卡达西签署了和平条约。星联将数个殖民地割让予卡达西。签署条约让不愿离开殖民地的星联居民非常不满。于是后者开始武装组织起马奇游击队对抗卡达西，并且制造了很多恐怖袭击。星际联邦对马奇游击队采取强硬政策，但星联内部却有很多人同情马奇游击队。许多星际舰队成员和星联公民都加入了马奇游击队，包括西斯科的老朋友卡尔文·霍奇森。 正在和西斯科交往的卡西迪·叶茨（Kasidy Yates）暗中向马奇游击队走私军火，而深空九号的星联首席安全官迈克尔·爱丁顿（Michael Eddington）少校也叛逃加入马奇游击队，甚至还在临走时对西斯科和星联冷嘲热讽了一番。西斯科对此非常恼火，他发誓要将爱丁顿绳之于法。
爱丁顿叛逃后成为了马奇游击队的首领，他指挥游击队多次成功袭击卡达西，而星联和卡达西均对此一筹莫展。一年后，爱丁顿又使用大规模杀伤性武器攻击卡达西星球。愤怒的西斯科决定以暴制暴，他带领联邦星舰勇抗号同样使用化学武器对准马奇游击队的星球，最终逼得爱丁顿主动投降。

### 自治同盟
2370年末，西斯科在第三象限接触到了自治同盟及其属下的詹哈达部队。由变形人领导的自治同盟极度仇外残暴，他们在第三象限摧毁了贝久人新建的殖民地和数艘联邦星舰。西斯科意识到自治同盟将成为潜在的威胁，而深空九号将成为抵抗自治同盟的前线，因此西斯科特地从星际舰队要来了此前被搁置的联邦星舰勇抗号。
2371年年底，西斯科被提升为上校。

### 新的危机
2372年，卡达西军政府被平民委员会推翻，卡达西国内随即陷入混乱。此时克林贡帝国总理高伦以卡达西高层被自治同盟的变形人渗透为借口，派军大举入侵卡达西。星际联邦反对此举，高伦随即撕毁克林贡和星联的盟约，并且和星际舰队爆发冲突。
而此时地球的情况也不容乐观，变形人在安特卫普的一个外交会议上安装了炸弹，致使27人丧生。西斯科和欧多奉命前往地球调查此事，随后西斯科又被任命为星际舰队安全部主管，并且开始在地球实施军事戒严以搜捕变形人。但西斯科发现他的老上级莱顿中将试图利用此事推翻联邦政府，建立军政府。西斯科和欧多挫败了政变，并将莱顿逮捕。
2373年中，星际联邦已经决定接受贝久为星联成员国，但就当一切准备就绪时。先知突然出现在西斯科眼前并告诉西斯科如果贝久在现在加入星联，后果不堪设想。于是西斯科以使者的身份宣布贝久目前不能加入星联，这引起星联高层极度不满，不过西斯科告知高层贝久最终会加入星联。
欧多发觉变形人渗透进了克林贡帝国高层，于是西斯科和沃尔夫等人潜入克林贡帝国。他们最终揭发出克林贡的马托克将军是变形人冒充的，正是后者唆使高伦对卡达西开战的，而真正的马托克早在2371年就被自治同盟绑架并调包。事件被揭穿后，克林贡和星联的关系得到了缓和。不久，古尔·杜卡特公开宣布卡达西加入自治同盟，自治同盟开始不断向第一象限增兵。为了应对自治同盟，西斯科和高伦代表星联和克林贡重新签订盟约。

### 自治同盟战争
2373年年底，为了阻止自治同盟继续向第一象限增兵，星际舰队决定让联邦星舰勇抗号在贝久虫洞口布雷以阻止自治同盟增兵。自治同盟和卡达西舰队随即对深空九号发起进攻，西斯科在坚守到勇抗号完成布雷行动后率所有星际舰队成员撤离深空九号，自治同盟战争全面爆发。
在战争爆发后的三个月里，星际舰队节节败退，局势不断恶化。西斯科此时向星际舰队提议主动出击夺回深空九号，他指出深空九号是第一象限最重要的战略要地，控制了深空九号就可以掌握主动权。在计划得到批准后，西斯科随后率领600艘星舰出发，而自治同盟与卡达西的兵力是星联的两倍。战斗伊始，双方便陷入苦战，不过马托克将军的克林贡舰队及时赶到，让西斯科有机会突破防线抵达深空九号。但此时自治同盟已经解除了虫洞口的雷区，虫洞另一侧的2600多艘自治同盟星舰已经进入虫洞，西斯科率领勇抗号独自进入虫洞准备和自治同盟援军同归于尽。此时先知出现，并在西斯科的劝说下消灭了所有进入虫洞的自治同盟援军。失去援军的自治同盟被迫全线撤退，星际舰队成功收复深空九号，并且俘虏了杜卡特，但后者不久后逃脱。
西斯科虽然率军收复了深空九号，但战局并未得到根本改观。西斯科决定将罗慕伦帝国拖入战争，他和住在深空九号上的前卡达西间谍伊利姆·葛拉克一起伪造了一个自治同盟准备入侵罗慕伦帝国的全息影像，并将其交给了一名罗慕伦高层参议员。但该参议员认出了这是伪造文件，准备带着文件回到罗慕伦揭发西斯科。而葛拉克背着西斯科将该参议员乘坐的飞船炸毁，使得事件看起来是自治同盟的杀人灭口。罗慕伦帝国得到文件后随即对自治同盟宣战，成为了自治同盟战争的转折点。西斯科对葛拉克的行为十分愤怒，他也承认这是违背道德的，但他还是将此事隐瞒了下去。
罗慕伦参战后，联军逐渐展开反攻，并且攻入了卡达西境内。而此时由“恶灵”（和先知敌对的另一种线性生物）控制的杜卡特潜入深空九号，摧毁了一个先知圣球从而关闭了贝久虫洞，并且杀死了婕琪娅·戴克斯。西斯科对老友的死亡十分伤心，他也要设法重启虫洞，他带着杰克返回地球休假。
三个月后，西斯科的脑中突然呈现出来莎拉·西斯科的画面。他借此询问父亲约瑟夫，约瑟夫只好承认莎拉·西斯科才是西斯科的生母。随后西斯科顺着脑中的画面，和约瑟夫、杰克和艾莉·戴克斯一起前往泰里星。西斯科在泰里星的沙漠里发现了一个圣球：使者圣球。西斯科通过圣球得知了自己出生的真相，而且借此圣球重新开启了贝久虫洞。事后西斯科带着儿子和艾莉·戴克斯一起返回深空九号。
2375年，卡达西境内出现了由前卡达西领导人达玛（Damar）领导的反对自治同盟的抵抗组织。西斯科派奇拉·尼瑞斯前往卡达西协助抵抗军作战，同时自己和罗斯中将一起指挥反攻。最终在2375年下半年，联军击败自治同盟舰队并反攻至卡达西主星，经过欧多和自治同盟变形人首领的协商，后者同意有条件投降。不久参战各方在深空九号签订贝久合约，自治同盟所有武装退回第三象限，自治同盟战争结束。

### 失踪
就在战争胜利之时，杜卡特蛊惑贝久宗教领袖文·阿达米潜入了贝久火窟，用一本邪恶的禁书（Kosst Amojan）唤醒在这里的恶灵。西斯科在得知消息后独自赶往火窟阻止他们，而杜卡特已经被恶灵附体，西斯科无法与他对抗。这时文·阿达米提醒西斯科必须毁掉那本书才能阻止恶灵，杜卡特随即烧死了文·阿达米。西斯科趁机扑向杜卡特，两人和那本禁书一起坠入悬崖下的火海。
但西斯科并没有真正“死亡”，他被先知救到了天庭，开始了更高境界的学习。西斯科告诉他的已经怀孕第二任妻子卡西迪·叶茨·西斯科（Kasidy Yates-Sisko），他总有一天会回来。

## 个人生活

### 爱好
西斯科极其喜好烹饪，他很擅长路易斯安那风味的克里奥尔菜，这是因为他父亲约瑟夫是新奥尔良的一位著名厨师，约瑟夫一直不愿使用复制器制作的食品。西斯科是是个狂热的棒球迷，实际上这项运动在24世纪已经不再流行。西斯科经常在全息甲板打棒球，他在自己的办公桌上也总摆着一个棒球。此外西斯科也有很好的歌喉，但是很少展示。
西斯科的另一大爱好是历史，他对于地球历史和贝久历史都非常了解。西斯科对800年前古代贝久人利用太阳帆飞船远航至卡达西的历史非常着迷。2371年，西斯科在得到了古代贝久人飞船的设计图纸后，和杰克一起用手工仿制了一艘一模一样的太阳帆飞船。随后两人一起经过数周航行抵达卡达西，卡达西人随即承认贝久人比他们更早掌握了星际航行能力。西斯科也非常仰慕23世纪的星际舰队传奇人物詹姆斯·T·柯克，他甚至在意外穿越回23世纪时为自己弄到了柯克的亲笔签名。

### 家庭
西斯科和首任妻子珍妮弗非常恩爱，在妻子身亡后长时间不能释怀。在镜像宇宙中（23世纪柯克等人曾穿越至此），西斯科和珍妮弗也是夫妻，但两人很快离异且没有孩子。后来西斯科两次穿越至镜像宇宙，遇到了仍然健在的珍妮弗。第一次西斯科前往镜像宇宙时请求珍妮弗加入人类反抗军推翻联盟的统治；第二次穿越则是珍妮弗请求西斯科前往镜像宇宙协助他们的反抗军完成勇抗号星舰的建造，西斯科已经和镜像宇宙的珍妮弗发展出了特殊感情，而后者最终为保护杰克而死。
西斯科与儿子杰克也有很深的感情，杰克和他一样喜欢棒球。但杰克不愿意向父亲一样加入星际舰队，他更希望当一名作家，而西斯科也鼓励杰克走他自己的道路。2372年，勇抗号星舰发生一次意外，导致西斯科被困在子空间长达数十年，星际舰队认定西斯科已死并举行了葬礼，但杰克依然不肯放弃。杰克在此后的几十年里一直在研究如何改变时间线，最终在年老时牺牲了自己让那场事故没有伤害西斯科。在2375年西斯科失踪后，杰克依然留守在深空九号，等待父亲的归来。
卡西迪·叶茨是西斯科的第二任妻子，她本是一名货船船长。2371年，杰克将卡西迪介绍给了西斯科，两人的关系发展很快，因为他们有很多共同爱好。但次年西斯科发现卡西迪暗中向马奇游击队走私物资，只好将她逮捕。2373年叶茨出狱，两人恢复关系。2375年，西斯科和叶茨正式结婚，随后叶茨怀上了西斯科的孩子。在西斯科前往天庭后，仍告知卡西迪他最终会回来。

### 关系

#### 戴克斯
古森·戴克斯（Curzon Dax）是著名的楚尔人外交官，曾促成星联与克林贡结盟，在克林贡有很高威望。在西斯科还是学员时就与古森相识，之后二十年间两人亦师亦友，西斯科一直视古森为自己的导师。在古森去世后，他的楚尔共生体传递给了一个叫婕琪娅的年轻楚尔女性。2369年，婕琪娅·戴克斯（Jadzia Dax）调任深空九号担任科学官。虽然戴克斯的面貌已经完全改变，但是西斯科仍将她视为好友。西斯科仍亲切的称呼婕琪娅为“老头子”，而婕琪娅也是深空九号上唯一直呼西斯科的名字“本杰明”名字的人，两人一直都是彼此最坚定的支持者。2374年婕琪娅遇害，西斯科非常悲痛，在葬礼前他对着婕琪娅的遗体说道：“古森是我的导师，而你是我的朋友。”戴克斯的共生体在送回楚尔时遭遇意外，医生只得临时将共生体转移至当时舰上唯一的楚尔人艾莉的身上，但艾莉·戴克斯（Ezri Dax）未接受过任何宿主训练，因此并不如前任自信，而西斯科一直帮助和鼓励艾莉在深空九号上工作。

#### 奇拉·尼瑞斯
奇拉·尼瑞斯（Kira Nerys）是深空九号大副兼贝久联络官，她和西斯科的关系在一开始并不融洽，因为她原本很排斥星际联邦。但在西斯科被认定为先知使者后，奇拉基于信仰原因对西斯科的态度有所改观。奇拉和西斯科在合作早期经常争执，两人性格同样直率，这也加深了他们彼此的了解。在2369年年底，当西斯科与贝久主教文·阿达米发生争执时，奇拉已经明确支持西斯科。西斯科和奇拉逐渐发展起了良好的合作关系，后者也后来也坚定支持贝久加入星际联邦。因此奇拉后来成为了西斯科最为信赖的副手，甚至在西斯科重伤时甚至为之祈祷此外奇拉也跟随西斯科学习棒球技术。

#### 其他人
西斯科和其他深空九号的工作人员如欧多、朱利安·巴希尔和迈尔斯·奥布莱恩都保持着良好的上下级关系，他经常帮助手下解决问题并请他们到家里吃饭。在沃尔夫和戴克斯遇到感情问题时，西斯科也促成了两人顺利结婚。
佛瑞吉人夸克在深空九号上经营了一家酒吧，在西斯科就任深空九号站长之时，本决心离开的夸克被西斯科劝阻以继续经营酒吧。西斯科原本不喜欢夸克，但随着时间的推移，两人逐渐了解到了对方的重要性。在夸克被福瑞吉当局没收了所有财产后，西斯科将站内的废旧用品交给夸克让他重新开张。而夸克也曾救过西斯科一命，并且在自治同盟占领深空九号期间里应外合帮助星联夺回深空九号。两人维持着互不信任但有时相互合作依存的关系。
除此之外，西斯科也曾让夸克的弟弟罗姆担任了深空九号的工程人员。罗姆的儿子诺格和杰克是幼时玩伴，诺格在成年后向西斯科申请进入星舰学院。西斯科在得知诺格是真心愿意在星际舰队干出事业，于是为诺格写了推荐信，让诺格成为了第一个进入星舰学院的佛瑞吉人。后来诺格又回到深空九号实习，西斯科安排他在勇抗号任职参加自治同盟战争，让诺格成为了一名称职的星际舰队军官，并提升诺格为中尉。

## 特点
西斯科的行事风格和让-吕克·皮卡尔和凯瑟琳·珍妮薇有所不同，西斯科身上有更多的实用性和灵活性，在极端情况下西斯科会使用极端手段达到目的，甚至不惜违反原则。如他通过伪造影像的方法将罗慕伦帝国拖入自治同盟战争，但他并不后悔。他也曾使用有毒气体攻击马奇游击队的星球，以此逼迫马奇游击队首领迈克尔·爱丁顿主动投降。
西斯科性格直率而果断，说话从不绕圈子，对任何人都会直抒己见。西斯科不但是一名出色的星舰指挥官，也拥有较强的战略远见和规划能力，他是自治同盟战争的主要指挥者之一，战争中后期联军的大部分作战计划都由他一手制定。西斯科在工程学上也有相当造诣，勇抗号星舰就是他参与设计的。